# خط مرحلي (علم الخرائط)
في علم الخرائط، يكون الخط المرحلي هو خط يُظهر بعض التبعية الموضعية أو العلاقة بمرور الوقت، مما يغير أحيانًا من مراحل العمليات العسكرية، أو يغير الحدود في الخرائط التاريخية الجغرافية.

## الاستخدام العسكري

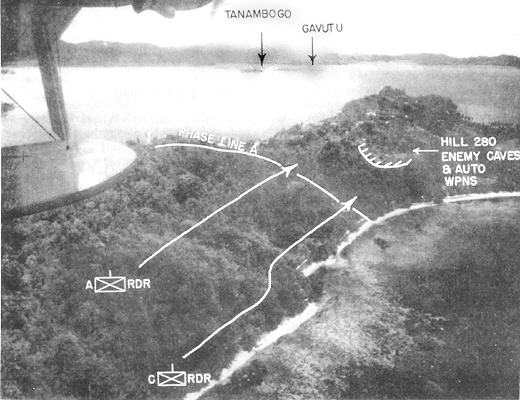
صورة لخط مرحلي مكشوف يوضح إحدى العمليات العسكرية في الحرب العالمية الثانية.

يستخدم هذا المصطلح أيضًا في علم المصطلحات العسكرية للإشارة إلى أحد الخطوط الوهمية على الخريطة المستخدمة لتنسيق مراحل العمليات.
عادة ما يتم التمييز بين هذه الخطوط بواسطة أسماء رمزية مختلفة، تتفاوت حسب تفاصيل المهمة مثل الموقع والطبيعة. ومن المنطلق نفسه، كثيرًا ما يستخدم المؤرخون الخطوط المرحلية بعد انتهاء معركة أو حملة عسكرية لوصف الأراضي التي تمت السيطرة عليها والجانب المستخدم في مرحلة معينة من مراحل الحملة.

## الجغرافيا التاريخية

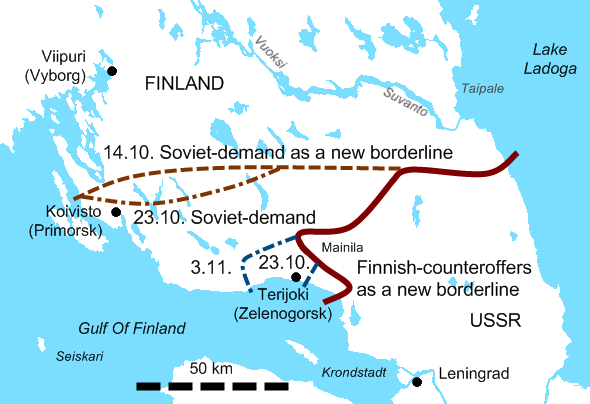
خريطة لخطوط الحدود التي يتم التفاوض عليها في مراحل مختلفة من حرب الشتاء الفنلندية.

يستخدم الجغرافيون التاريخيون مثل هذه التقنيات بطريقة مماثلة، ولكن يتم تدوينها على فترة زمنية أطول. تشير الخطوط المرحلية المؤرخة على إحدى الخرائط إلى نمو القوة العظمى لأحد العصور أو تقلصها مثل التوسع في الإمبراطورية الرومانية، وانتشار الإسلام أو المسيحية. الخطوط المرحلية المألوفة الأخرى التي تم تخطيطها بمزيد من الخبرة في أواخر المراحل المدرسية الابتدائية أو المتوسطة ستكون النطاق الخاص بمختلف العصور الجليدية أو تقلص العصر الجليدي الذي ترتب على ذلك أو اتساع اليابسة القارية أسفل الجروف القارية باعتبارها نتائج لمثل هذه التغيرات المناخية.